# Francesco Planckaert
Francesco Camiel Gaston Planckaert (Deinze, 12 maart 1982) is een voormalig Belgisch wielrenner die vooral bekendheid verwierf door de realitysoap De Planckaerts. Planckaert komt uit een beroemde wielerfamilie. Hij is een zoon van Eddy Planckaert en ook zijn ooms Willy en Walter en neef Jo zijn beroepswielrenner geweest.
Francesco was bij de jeugd een groot talent; zo werd hij bij de nieuwelingen derde op het nationaal kampioenschap in 1998. Maar wat later liep hij een knieblessure op na een ongeluk met de sportauto van zijn vader, waardoor hij nauwelijks aan koersen toekwam. Door de reality soap De Planckaerts kreeg hij in 2004 alsnog een profcontract, maar hij behaalde als prof geen ereplaatsen. Halverwege november 2006 werd bekend dat Francesco geen nieuw contract zou krijgen bij zijn derde ploeg in drie jaar en dat hij als prof zou stoppen. 
Francesco Planckaert is gehuwd en heeft twee zonen en een dochter.

## Ploegen
- 2004 - Chocolade Jacques-Wincor Nixdorf
- 2005 - MrBookmaker.com-SportsTech
- 2006 - Jartazi-7Mobile

## Televisie
- Ver van huis (2024) - als deelnemer samen met Noa Planckaert
- The Big Bang (2023) - als kandidaat samen met Stephanie Planckaert
- Het Jachtseizoen (2023) - als kandidaat samen met Christopher Timmerman
- Special Forces: Wie durft wint (2023) - als kandidaat
- James de musical (2022)
- De Code van Coppens (2022) - samen met Stephanie Plackaert
- De Container Cup (2021) - als deelnemer
- Château Planckaert (2019-heden) - als zichzelf
- Gert Late Night (2019) - als zichzelf
- De klas van Frieda (2012) - als kandidaat
- Beste vrienden (2007)
- Familie (2006) - als zichzelf

Boucher · Bouquet · Castresana · Coenen · Commeyne · Day · Gabriel · Gardeyn · Hunt · Laidoun · Omloop · Paumier · Planckaert · Pronk · Renders · Roodhooft · Šimůnek · Thijs · Traksel · Trouvé · Van de Wouwer · van Dijk · Vandenbroucke · Vanderaerden · Vanhaecke · Vannoppen · Wuyts · De Gruyter (stagiair) · De Leener (stagiair) · Suray (stagiair)
Abakoumov · Blanchy · Cauquil · De Groote · Derepas · Haynes · Hoogerland · Kaupas · Meul · Moeravjov · Nevens · Planckaert · Ronsse · Scheirlinckx · Soetens · Thys · Tombak · Van der Slagmolen · Van Mingeroet · François (stagiair) · Sladkov (stagiair)